# Ośrodek Tresury Psów Służbowych Straży Granicznej
Ośrodek Tresury Psów Służbowych Straży Granicznej imienia Ziemi Łużyckiej – zlikwidowany ośrodek szkolenia Straży Granicznej, z siedzibą w Żarce oraz w Lubaniu, w województwie dolnośląskim. Był powołany w celu szkolenia przewodników i tresury psów służbowych dla potrzeb Straży Granicznej.

## Formowanie i zmiany organizacyjne
7 maja 1991 Komendant Główny Straży Granicznej płk prof. dr hab. Marek Lisiecki wydał zarządzenie nr 012 na mocy którego 16 maja 1991 rozwiązano Ośrodku Tresury Psów Służbowych Wojsk Ochrony Pogranicza w Żarce. Jednocześnie na mocy tego zarządzenia został utworzony Ośrodek Tresury Psów Służbowych SG w Żarce według etatu nr 44/022 o stanie osobowym 72 funkcjonariuszy i 3 pracowników urzędów państwowych. Straż Graniczna przyjęła po Ośrodku Tresury Psów Służbowych WOP w Żarce 43 psy służbowe. Ośrodek stworzony na bazie dawnej strażnicy WOP był przystosowany do przyjęcia 40 słuchaczy rocznie. Słuchaczami, czyli przewodnikami psów służbowych, byli pozostali po WOP żołnierze służby zasadniczej tych Wojsk oraz nowo wcieleni funkcjonariusze służby kandydackiej.
W 1993 zaczęto zastępować przewodników–funkcjonariuszy służby kandydackiej przewodnikami–funkcjonariuszami służby przygotowawczej i stałej. Jednocześnie podniesiono rangę i stanowisko przewodnika psa służbowego z podoficera na funkcjonariusza korpusu osobowego chorążych.
W 1995, ze względu na duże zapotrzebowanie na psy oraz bardzo mierne warunki socjalne ośrodka, część instruktorów prowadziła szkolenie w OTPS SG Żarka, a część instruktorów była delegowana i prowadziła kurs na bazie ośrodka tresury psów policyjnych
w Sułkowicach.
W wyniku podjętych działań w roku 2000 rozpoczęto budowę zaplecza socjalnego dla OTPS SG, a w listopadzie 2001 ośrodek został przeniesiony do Lubania.
1 lipca 2003 odbyła się inauguracja kursu chorążych – przewodników psów służbowych SG.
19 grudnia 2003 w Ośrodku Tresury Psów Służbowych Straży Granicznej w Lubaniu odbyła się pierwsza uroczysta promocja na stopień młodszego chorążego Straży Granicznej.
Funkcjonowanie Ośrodka Tresury Psów Służbowych Straży Granicznej w Lubaniu regulowało zarządzenie nr 13 Komendanta Głównego Straży Granicznej z 28 kwietnia 2004 w sprawie utworzenia, organizacji i zakresu działania Ośrodka Tresury Psów Służbowych Straży Granicznej w Lubaniu (Dz. Urz. KGSG Nr 4, poz. 14).
10 listopada 2006 na lubańskim rynku odbyło się uroczyste wręczenie sztandaru i nadanie imienia Ziemi Łużyckiej dla Ośrodka Tresury Psów Służbowych Straży Granicznej.
Na mocy Zarządzenia nr 68 Komendanta Głównego Straży Granicznej z dniem 1 stycznia 2010 roku zniesiony został Ośrodek Tresury Psów Służbowych Straży Granicznej, a w jego miejsce i Łużyckiego Oddziału Straży Granicznej został utworzony Ośrodek Szkoleń Specjalistycznych Straży Granicznej w Lubaniu.
W trakcie osiemnastu lat działalności szkoleniowej mury Ośrodka Tresury Psów Służbowych Straży Granicznej opuściło 7370 absolwentów, w tym 3750 funkcjonariuszy i 3620 psów, przygotowanych do służby w ochronie granicy państwowej.

## Specjalności, w jakich szkoleni byli słuchacze
Szkolenie prowadzone było w ramach szkoły chorążych, szkolenia specjalistycznego i kursów atestacyjno–doskonalących w następujących specjalnościach psów służbowych:
- Tropiące – przeznaczone do służby w grupach pościgowych, główne ich zadanie to tropienie śladów tzw. „starych” (od 3 do 12 godzin) i długich od 3 do 10 km
- Patrolowo–obronne – przeznaczone do służby w granicznych jednostkach organizacyjnych, przygotowane głównie do tropienia tzw. „świeżych” śladów (ok. 2 godzin) oraz rewirowania terenu, przeszukiwania pomieszczeń w celu wyszukiwania ukrytych osób
- Specjalne do wyszukiwania materiałów wybuchowych – przeznaczone do służby w składzie ekip kontrolerskich lub grup pirotechnicznych w drogowych, kolejowych, lotniczych, rzecznych i morskich przejściach granicznych. Zadaniem ich jest wyszukiwanie materiałów wybuchowych i broni lub amunicji ukrytych w bagażu, pomieszczeniach lub środkach transportu
- Specjalne do wyszukiwania narkotyków – przeznaczone do służby w składzie ekip kontrolerskich drogowych, kolejowych, lotniczych, rzecznych i morskich przejściach granicznych. Zadaniem ich jest wyszukiwanie narkotyków ukrytych w bagażu, pomieszczeniach lub środkach transportu
- Specjalne do wyszukiwania osób – przeznaczone do służby w składzie ekip kontrolerskich w drogowych ciężarowych, kolejowych, lotniczych i morskich przejściach granicznych. Zadaniem ich jest wyszukiwanie osób ukrytych w kontenerach, wagonach oraz w pomieszczeniach lub środkach transportu.

Źródło:.

## Instytucje, dla których OTPS SG szkolił przewodników psów
- Marynarka Wojenna
- Straże miejskie
- Straż Ochrony Kolei
- inne podmioty administracji państwowej.

Źródło:

## Struktura organizacyjna OTPS SG
Żarka nad Nysą
Kadrę stanowili:
- Komendant OTPS SG w Żarce
- Oficer Szkoleniowy
- Lekarz weterynarii
- Szef
- 4 instruktorów.

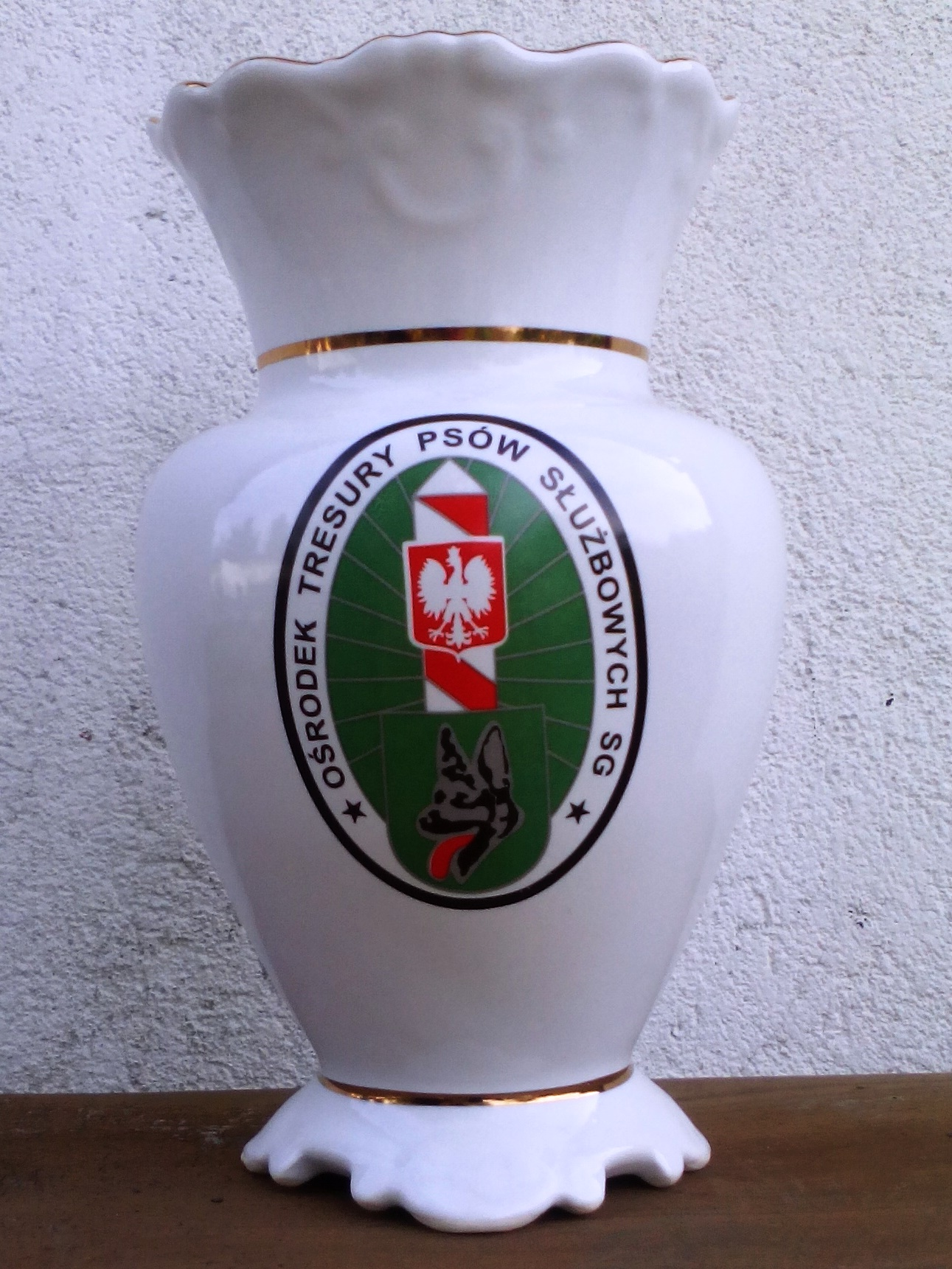
Pamiątkowy wazon

W 1998 kadra Ośrodka liczyła 19 funkcjonariuszy, w tym 9 instruktorów tresury.
Lubań
- Komendant OTPS SG w Lubaniu
- Zastępca ds. Dydaktyki
  - Zakład Szkolenia
  - Pododdziały Szkolne
- Zastępca ds. Zabezpieczenia
  - Zespół Zabezpieczenia i Obsługi
  - Zespół Weterynarii.

Źródło:.

## Infrastruktura OTPS SG
Żarka
W Żarce ośrodek dysponował budynkiem ambulatorium weterynarii, w którym mieściło się niewielkie zaplecze socjalne i sprzętowe. Zatrudniony był jeden lekarz weterynarii, a do dyspozycji miał dwa pomieszczenia, termometr, stetoskop oraz niezbędną apteczkę.
Na piętrze znajdowały się dwie sale wykładowe. Zaplecze biurowo–socjalne mieściło się w budynku po dawnej strażnicy WOP, gdzie znajdowało się sześć izb, w których mieszkało ok. 60 słuchaczy oraz jedna izba mieszkalna dla 20 funkcjonariuszy służby kandydackiej, stanowiących obsługę. Pozostałe pomieszczenia to: świetlica, stołówka, pomieszczenie służby dyżurnej oraz 4 pomieszczenia dla kadry ośrodka.
Źródło:.
Lubań
W Lubaniu ośrodek był przygotowany do przyjęcia jednorazowo 100 funkcjonariuszy wraz z psami. Słuchacze zakwaterowani byli w nowym internacie, gdzie mieli do dyspozycji dwuosobowe pokoje, ciepłą i zimną wodę, pralnię, suszarnię, świetlicę, dostęp do Internetu i telewizji, halę sportową oraz budynek dydaktyczny, w którym były cztery sale wykładowe. Ambulatorium weterynarii, które wyposażone było w urządzenia do diagnozowania stanu zdrowia psów. Obsługiwane było przez trzech lekarzy weterynarii i 3 techników laborantów.

## Komendanci OTPS SG
- ppłk SG Mieczysław Kula (16.05.1991–15.01.1999)
- kpt. SG/płk SG Leopold Pyrak (15.01.1999–31.03.2009)
- ppłk SG Halina Panczenko, p.o. (01.04.2009–01.10.2009)
- ppłk SG Wiesław Główka p.o. (02.10.2009–31.12.2009).

Źródło:.